# Centrala hidroelectrică reversibilă de pe Nistru
Hidrocentrala reversibilă de pe Nistru (în ucraineană Дністровська Гідроакумулювальна Електростанція, Дністровська ГАЕС) este o centrală hidroelectrică reversibilă⁠(en)[traduceți] (CHR) aflată în construcție pe cursul superior al Nistrului, lângă localitatea Respopini (raionul Secureni), din regiunea Cernăuți, Ucraina.
Ca parte a Complexului hidroelectric de pe Nistru (în rusă Днестровский комплексный гидроузел), centrala a fost planificată în anii 1970, împreună cu două baraje (Nistru I și II) și o centrală nucleară (nerealizată). În 1983, Nistru II, barajul care creează rezervorul inferior al hidrocentralei, a fost finalizat. 
Aprobarea construcției CHR de pe Nistru a avut loc în 1988, construcția începând în același an. Trei ani mai târziu, în 1991, construcția a fost suspendată din cauza lipsei de finanțare drept urmare a dizolvării Uniunii Sovietice. Proiectul a fost re-aprobat în 1993 și construcția a început din nou în 2001. Costurile proiectului au crescut ca urmare a stării proaste a facilităților existente care nu au fost menținute, proiectul fiind suspendat. La 22 decembrie 2009, primul generator al CHR a fost dat în exploatare. Al doilea generator a fost fixat în luna decembrie a anului 2013, iar al treilea generatoare este de așteptat să fie operațional în 2015.

## Controverse
Problemele Ucrainei legate de finanțarea proiectului au fost agravate de controversele în jurul transparenței și impactului proiectului asupra mediului și debitului de apă în aval, în Republica Moldova. Ucraina a căutat finanțare de la Banca Mondială, care, în 2007, i-a acordat doar 29,6 mln. $, pentru executarea lucrărilor asupra sistemului de transport electric. Experții din industrie cred Ucraina va fi în măsură să finalizeze proiectul în mod independent. CHR de pe Nistru este de așteptat să fie pe deplin operațională în anul 2017.

## Vezi și
- Complexul hidroelectric de pe Nistru